# Metropolia Hongkongu i południowo-wschodniej Azji
Metropolia Hongkongu i południowo-wschodniej Azji – jedna z jednostek administracyjnych Patriarchatu Konstantynopolitańskiego.
Metropolia została w 1996 wyodrębniona z metropolii Nowej Zelandii. Obejmuje terytorium Chin (w tym Hongkongu i Makau), Tajwanu, Filipin, Wietnamu, Kambodży, Laosu, Birmy, Tajlandii i Mongolii. Obecnym zwierzchnikiem metropolii jest metropolita Nektariusz (Tsilis), zaś jej katedrą sobór św. Łukasza w Hongkongu. W 2008 z jej terytorium została wydzielona metropolia Singapuru.